# 小行星9340
小行星9340（英語：9340 Williamholden）是一颗围绕太阳公转的小行星。1991年6月6日，艾瑞克·怀特·埃尔斯特在拉西拉天文台发现了此天体。
这颗小行星的绝对星等为149.0190597158211等。